# Ещё раз!
«Ещё раз!» — короткометражный анимационный фильм в технике живопись по стеклу, созданный студией «Мастерская Александра Петрова» в 2010 году.
Авторы — Татьяна Окружнова, Алина Яхьяева, Екатерина Овчинникова, Наталья Павлычева, Елена Петрова, Мария Архипова, Светлана Топорская — создавали мультфильм полтора года под руководством своего учителя знаменитого мультипликатора Александра Петрова; для первых трёх из них он является дипломной работой. Фильм длится 2 минуты 45 секунд.
Тема фильма — вызванные прослушиванием старой пластинки с записью популярной в своё время композиции «Рио Рита» в классическом исполнении оркестра Марека Вебера воспоминания пожилого человека (его сыграл актёр Театра драмы имени Фёдора Волкова Владимир Шибанков) о своём детстве, прошедшем в Ярославле в 1930-е годы. Показан исторический центр города (большей частью Волжская набережная), изображены характерные черты эпохи. Отмечают, что создателям удалось передать атмосферу города того времени, показать «мир чистых воспоминаний, чистых красок и надежд», сделав это динамично и иронично.
Телепремьера фильма состоялась на ярославском «Городском телеканале» в сентябре 2010 года.
С 17 декабря 2010 по 6 февраля 2011 года в Ярославском художественном музее действовала выставка, посвящённая фильму.

## Награды и номинации
- В сентябре 2010 года на 17-м фестивале студенческой и дебютной анимации «Крок — Мир детства» фильм «Ещё раз!» был удостоен особого приза имени Александра Татарского «Пластилиновая ворона» с формулировкой «За высший пилотаж»[1].
- 16-й Открытый российский фестиваль анимационного кино в Суздале — приз «За лучший студенческий фильм» и второе место в профессиональном рейтинге фестиваля[6].
- Фильм «Ещё раз!» вошёл в анимационную программу 33-го Московского кинофестиваля, прошедшего в июне 2011 года[2].
- На кинофестивале «Окно в Европу» в августе 2011 года в Выборге фильм был награждён дипломом «За блистательный дебют»[7].
- На кинофестивале «Московская премьера» в сентябре 2011 года «Ещё раз!» завоевал приз зрительских симпатий за лучший анимационный фильм[8].
- В 2012 году фильм награждён премией «Ника» за Лучший анимационный фильм[9].
- XI Открытый Санкт-Петербургский фестиваль фильмов студентов киношкол — Гран-при фестиваля[10].